# Nelchina (Alaska)
Nelchina es un lugar designado por el censo ubicado en el Área censal de Valdez–Cordova en el estado estadounidense de Alaska. En el Censo de 2010 tenía una población de 59 habitantes y una densidad poblacional de 0,48 personas por km².

## Geografía
Nelchina se encuentra en las coordenadas 62°0′36″N 146°49′47″O / 62.01000, -146.82972. Según la Oficina del Censo de los Estados Unidos, Nelchina tiene una superficie total de 123.09 km², de la cual 121.99 km² corresponden a tierra firme y (0.89%) 1.1 km² es agua.

## Demografía
Según el censo de 2010, había 59 personas residiendo en Nelchina. La densidad de población era de 0,48 hab./km². De los 59 habitantes, Nelchina estaba compuesto por el 86.44% blancos, el 0% eran afroamericanos, el 8.47% eran amerindios, el 0% eran asiáticos, el 0% eran isleños del Pacífico, el 1.69% eran de otras razas y el 3.39% pertenecían a dos o más razas. Del total de la población el 0% eran hispanos o latinos de cualquier raza.